# Gruppo Sportivo Fascista Rovigo 1937-1938
Questa pagina raccoglie le informazioni riguardanti il Gruppo Sportivo Fascista Rovigo nelle competizioni ufficiali della stagione 1937-1938.

## Stagione
Nella stagione 1937-1938 il Rovigo ha disputato il girone A della Serie C. Con 35 punti si è piazzato in quinta posizione.

## Rosa
| N. |                   | Ruolo | Calciatore          |
| -- | ----------------- | ----- | ------------------- |
|    | Italia (bandiera) | D     | Ennio Alberghini    |
|    | Italia (bandiera) | A     | Virgilio Andrioli   |
|    | Italia (bandiera) | A     | Alessandro Astolfi  |
|    | Italia (bandiera) | A     | Nello Azzetti       |
|    | Italia (bandiera) | C     | Vincenzo Babetto    |
|    | Italia (bandiera) | P     | Pietro Brandani     |
|    | Italia (bandiera) | C     | Alessandro Calanchi |
|    | Italia (bandiera) | C     | Bruno Cavallaro     |
|    | Italia (bandiera) | A     | Raffaele Ceciliato  |
|    | Italia (bandiera) | D     | Mario Contratti     |
|    | Italia (bandiera) | P     | Aroldo Corazza      |

| N. |                   | Ruolo | Calciatore           |
| -- | ----------------- | ----- | -------------------- |
|    | Italia (bandiera) | A     | Luigi Cortivo        |
|    | Italia (bandiera) | C     | Antonio Duranti      |
|    | Italia (bandiera) | C     | Giannino Fraccalanza |
|    | Italia (bandiera) | C     | Oberdan Marchionni   |
|    | Italia (bandiera) | D     | Ermanno Montanari    |
|    | Italia (bandiera) | C     | Gastone Ruzzante     |
|    | Italia (bandiera) | C     | Mario Scagnolari     |
|    | Italia (bandiera) | D     | Roberto Schiesari    |
|    | Italia (bandiera) | A     | Giordano Varoli      |
|    | Italia (bandiera) | A     | Ermenegildo Volpi    |
|    | Italia (bandiera) | A     | Germano Zanca        |